# Unitat de referència inercial de dades anemobaromètriques
Una unitat de referència inercial de dades anemobaromètriques (ADIRU) és un component clau del sistema de referència inercial de dades anemobaromètriques (ADIRS), que proporciona dades d'aquest tipus (velocitat aerodinàmica, angle d'atac, altitud, posició i actitud) a les pantalles del sistema electrònic d'instruments de vol dels pilots, així com altres sistemes d'un avió, incloent-hi els motors, el pilot automàtic, el sistema de comandament de vol i els sistemes del tren d'aterratge. Un ADIRU és una font única i tolerància a fallades de dades de navegació per als pilots d'un avió.